# 사령 (신화)
사령(四靈) 또는 사서(四瑞)는 《예기》 예운편에 기록된 전설상의 네 가지 신령하고 상서로운 동물인 기린, 봉황, 영귀, 응룡을 가리킨다.
기린(麒麟)은 신의를 상징하고, 봉황(鳳凰)은 평안을 상징하고, 영귀(靈龜)는 길흉을 예지하고, 응룡(應龍)은 변환을 상징한다고 한다. 짧게 린(麟)・봉(鳳)・귀(龜)・용(龍) 이라고도 한다.

## 갤러리

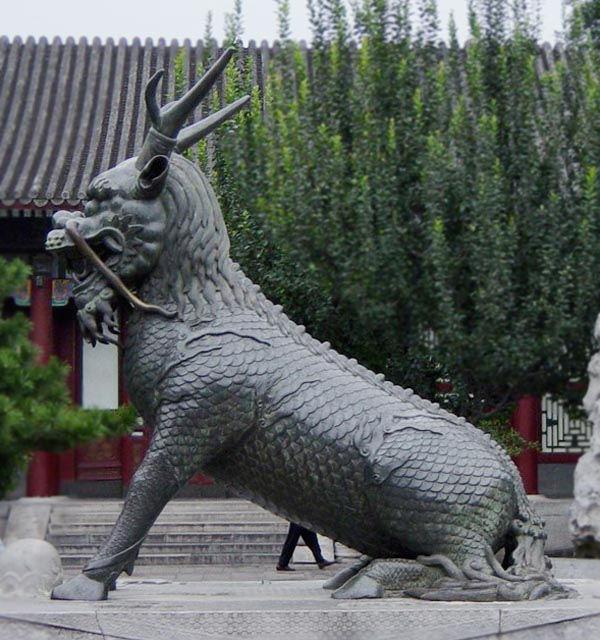
기린 (麒麟)
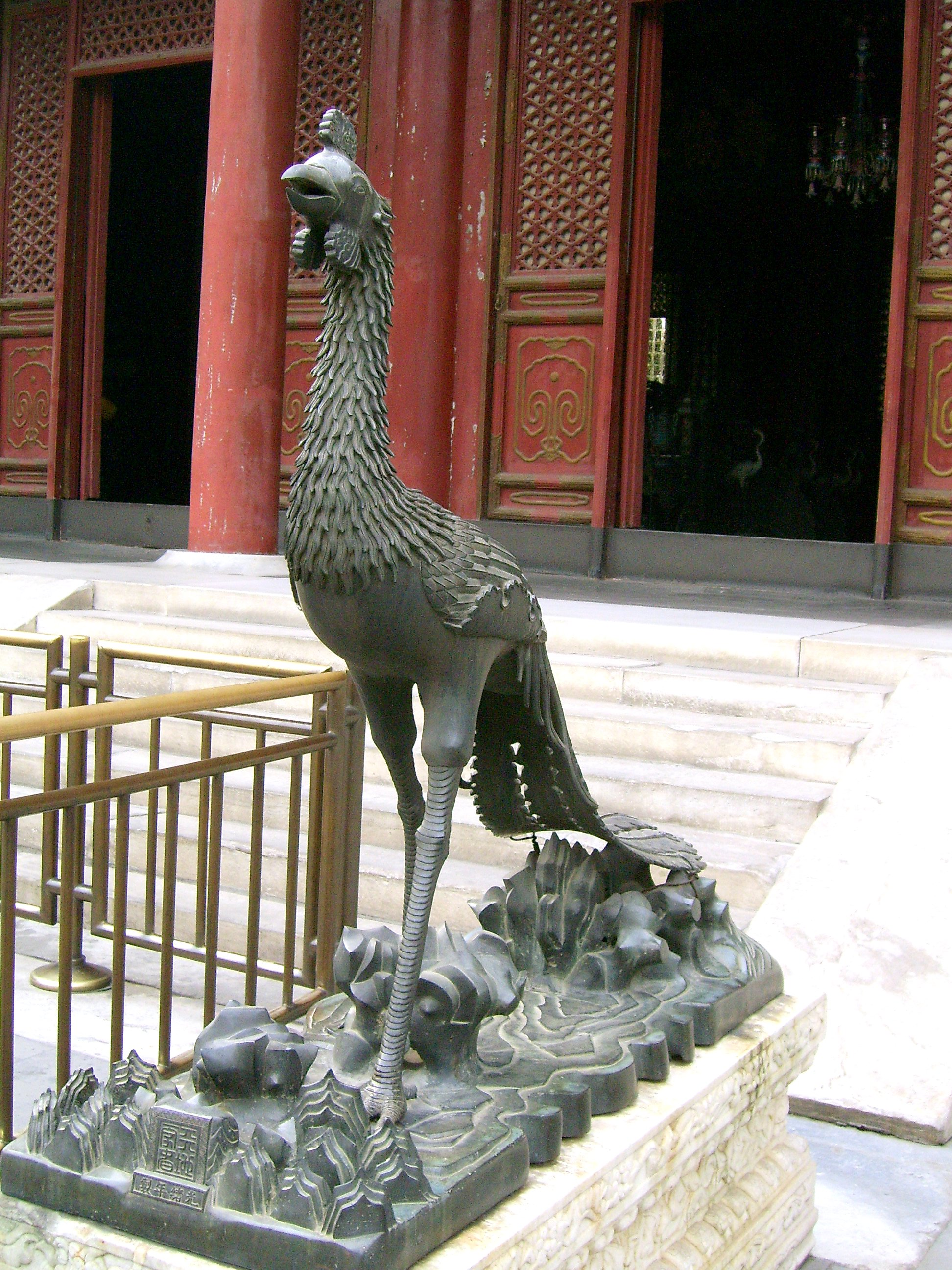
봉황 (鳳凰)
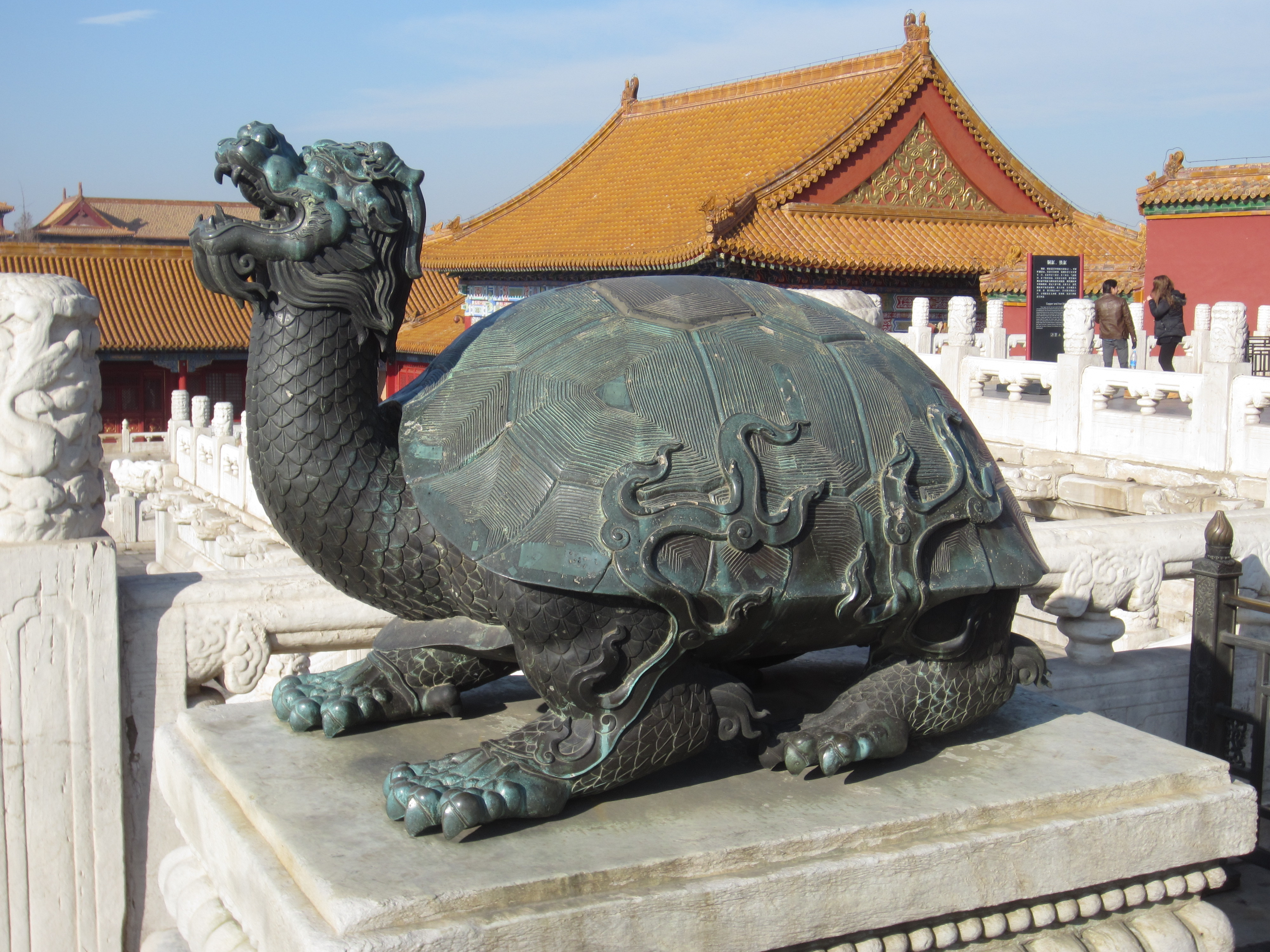
거북 (龜)
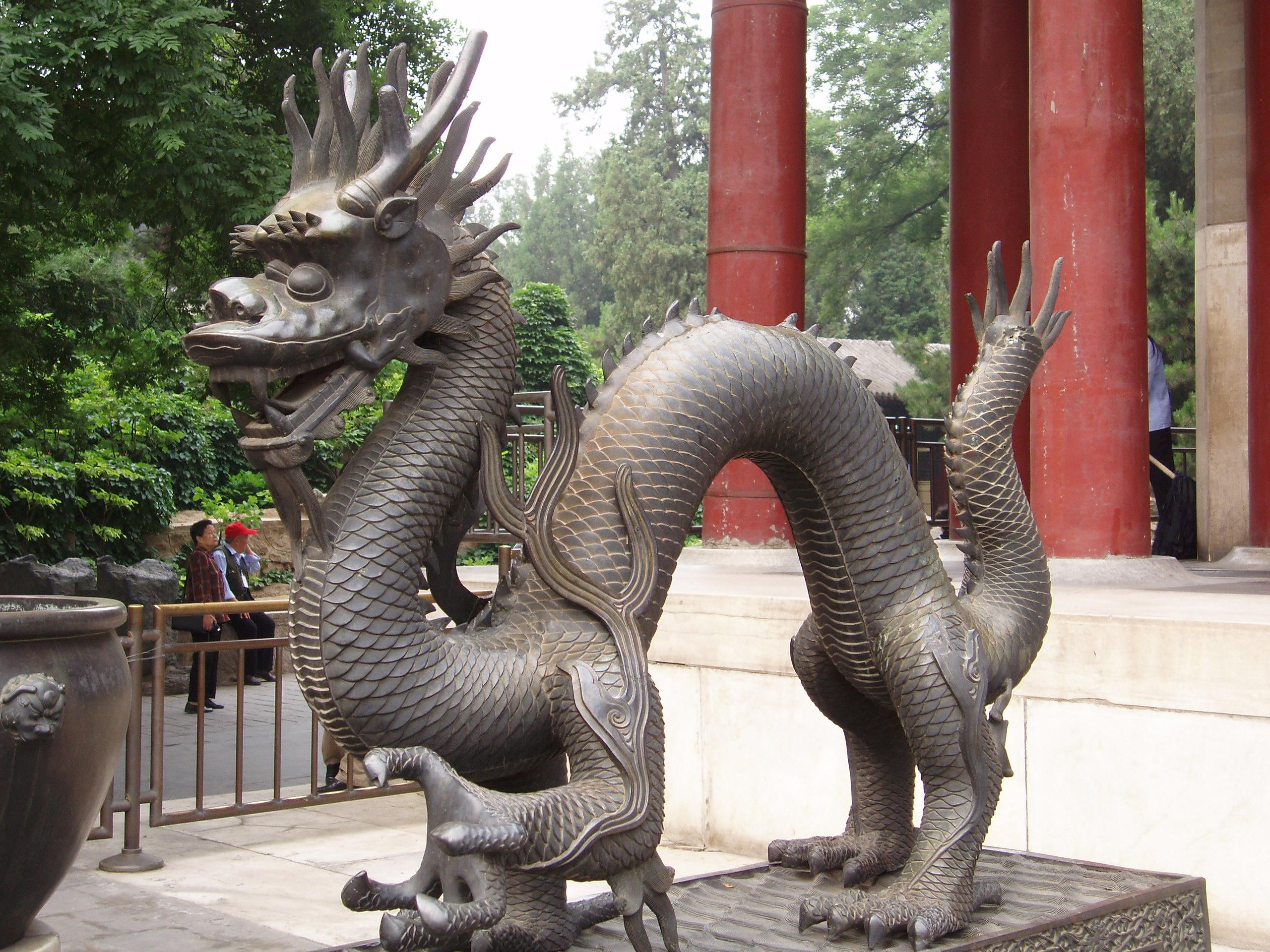
용 (龍)

## 같이 보기
- 예기
- 서수
- 풍수
- 사신 (신화)
- 사흉
- 오룡